# Áron Csongvai
Áron Csongvai (Budapest, 31 de octubre de 2000) es un futbolista húngaro que juega en la demarcación de centrocampista para el AIK Fotboll de la Allsvenskan.

## Selección nacional
Tras jugar en las categorías inferiores de la selección, finalmente hizo su debut con la selección absoluta de Hungría el 6 de junio contra Suecia en un partido amistoso que finalizó con un resultado de 0-2 a favor del combinado sueco tras los goles de Benjamin Nygren y Yasin Ayari.

## Clubes
| Club            | País    | Año       | Partidos | Goles |
| --------------- | ------- | --------- | -------- | ----- |
| Vác FC (cedido) | Hungría | 2019-2020 | 1        | 0     |
| Újpest FC II    | Hungría | 2019-2023 | 38       | 12    |
| Újpest FC       | Hungría | 2020-2023 | 101      | 11    |
| Fehérvár FC     | Hungría | 2023-2025 | 66       | 4     |
| AIK Fotboll     | Suecia  | 2025-     | 19       | 1     |